# Genetyllis castanea
Genetyllis castanea är en ringmaskart som först beskrevs av Marenzeller 1879.  Genetyllis castanea ingår i släktet Genetyllis och familjen Phyllodocidae. Inga underarter finns listade i Catalogue of Life.